# Tropicália: ou Panis et Circencis
| Оценки критиков               | Оценки критиков |
| Источник                      | Оценка          |
| ----------------------------- | --------------- |
| Allmusic                      | [ 3 ]           |
| Spin Alternative Record Guide | 9/10            |

Tropicália ou Panis et Circencis (опечатка фразы на латыни «Для хлеба и зрелищ») — совместный альбом 1968 года Жилберту Жила, Каэтану Велозу, Тома Зе, Os Mutantes и Гал Косты. Считающийся важной записью в движении Тропикалия и в истории бразильской музыки, он включает аранжировки Рожерио Дюпры и тексты Торкваты Нето.

## Обложка
Основных участников можно увидеть на обложке альбома, который призван быть данью уважения влиятельному альбому Beatles Sgt. Pepper's Lonely Hearts Club Band. Жилберту Жил сидит на полу и держит выпускное фото Капинама. Слева из ночного горшка пьёт Рожерио Дюпра. Справа Гал Коста в жёлтом платье рядом с Торквато Нето в кепке. Каэтану Велозу находится слева от них с портретом Нары Леан. За ними справа Том Зе и Os Mutantes слева (точнее, слева направо Арнальдо Баптиста, Рита Ли и Серхио Диас).

## Влияние
Альбом считается манифестом движения тропикализма. Он занял второе место в списке 100 величайших бразильских альбомов всех времен по версии журнала Rolling Stone. Песня «Baby» и заглавный трек были поставлены бразильским изданием Rolling Stone, соответственно на 30th и 7 место величайших бразильских песен. В сентябре 2012 года аудитория Radio Eldorado FM, of Estadao.com e of Caderno C2+Música (обе принадлежат газете O Estado de S. Paulo) назвала его девятым лучшим бразильским альбомом за всю историю. На момент выхода альбома газета также считала его одним из лучших альбомов, выпущенных в том году в Бразилии.

## Список композиций
| №  | Название             | Автор(ы)                    | Исполнитель                                       | Длительность |
| -- | -------------------- | --------------------------- | ------------------------------------------------- | ------------ |
| 1. | «Miserere nóbis»     | Жилберту Жил Капинам        | Жилберту Жил Os Mutantes                          | 3:42         |
| 2. | «Coração materno»    | Висенте Селестино           | Каэтану Велозу                                    | 4:15         |
| 3. | «Panis et circensis» | Жилберту Жил Каэтану Велозу | Os Mutantes                                       | 3:33         |
| 4. | «Lindonéia»          | Жилберту Жил Каэтану Велозу | Нара Леан                                         | 2:13         |
| 5. | «Parque industrial»  | Том Зе                      | Жилберту Жил Гал Коста Каэтану Велозу Os Mutantes | 3:16         |
| 6. | «Geléia geral»       | Жилберту Жил Торквато Нето  | Жилберту Жил                                      | 3:42         |

| №                   | Название                    | Автор(ы)                             | Исполнитель                                       | Длительность |
| ------------------- | --------------------------- | ------------------------------------ | ------------------------------------------------- | ------------ |
| 1.                  | «Baby»                      | Каэтану Велозу                       | Гал Коста Каэтану Велозу                          | 3:31         |
| 2.                  | «Três caravelas»            | Каэтану Велозу Жилберту Жил          | Каэтану Велозу Жилберту Жил                       | 3:06         |
| 3.                  | «Enquanto seu lobo não vem» | Каэтану Велозу                       | Каэтану Велозу Гал Коста Рита Ли                  | 2:31         |
| 4.                  | «Mamãe, coragem»            | Каэтану Велозу Торквато Нето         | Гал Коста                                         | 2:29         |
| 5.                  | «Bat macumba»               | Жилберту Жил Каэтану Велозу          | Жилберту Жил Os Mutantes Гал Коста Каэтану Велозу | 2:33         |
| 6.                  | «Hino do Senhor do Bom Fim» | Жоао Антонио Вандерли Артур де Салес | Каэтану Велозу Жилберту Жил Os Mutantes Гал Коста | 3:38         |
| Общая длительность: | Общая длительность:         | Общая длительность:                  | Общая длительность:                               | 38:29        |

## Персонал
- Рожерио Дюпра[англ.]: аранжировки и дирижирование